# Julien Cottereau
Pour les articles homonymes, voir Cottereau.
 (octobre 2022).
Julien Cottereau, né le 21 novembre 1969 au Mans, est un clown et un acteur français.

## Biographie

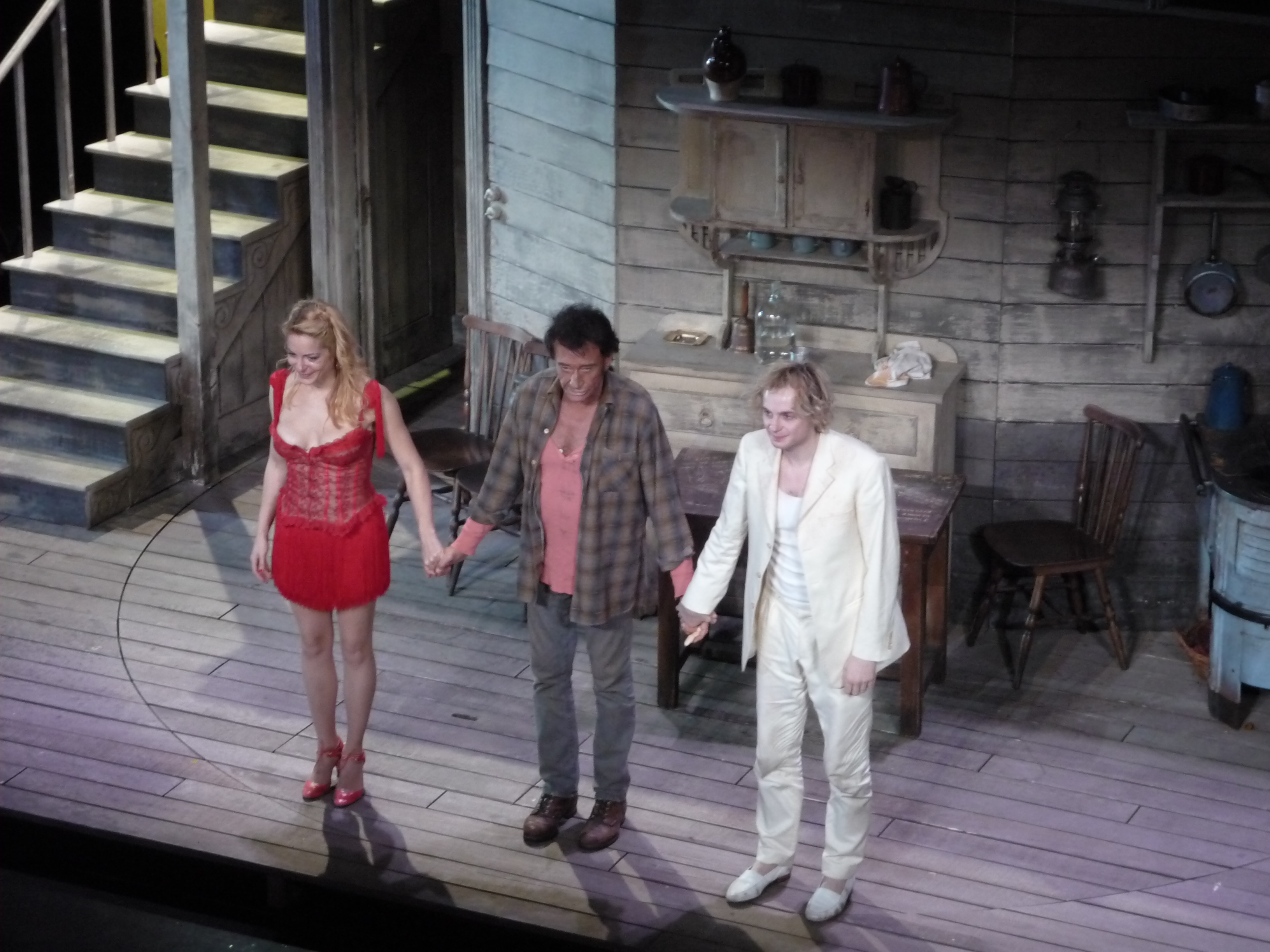
Audrey Dana, Johnny Hallyday et Julien Cottereau dans la pièce Le Paradis sur terre en 2011.

Il suit les cours de l'ENSATT.

## Théâtre
- 2006 : Les Manuscrits du déluge de Michel Marc Bouchard, mise en scène Laurence Renn, Théâtre Tristan Bernard
- 2006 : Imagine-toi de Julien Cottereau, mise en scène Erwan Daouphars, Théâtre Fontaine, 2007 : Théâtre des Mathurins, 2009 : Théâtre des Bouffes Parisiens, 2018 : Théâtre des Mathurins[2].
- 2011 : Le Paradis sur terre de Tennessee Williams, mise en scène Bernard Murat, Théâtre Édouard VII
- 2013 : Lune Air de Julien Cottereau, mise en scène Fane Desrues, Création IVT Paris
- 2015 : Très chère Afrique de Margaux Meyer, mise en scène Margaux Meyer & Julien Cottereau
- 2016 - 2018 : Le Petit Prince de Antoine de Saint-Exupéry, Julien Cottereau Comédien/Mime et le duo Jatekok Pianistes - mise en scène Fane Desrues & Julien Cottereau
- 2018 : Con Amore avec Gidon Kremer, Catherine Germain et l'orchestre de chambre Kremerata Baltica.
- 2019 : aaAhh Bibi de Julien Cottereau, mise en scène Erwan Daouphars, Création Avignon, Théâtre Lucernaire, Théâtre Tristan Bernard[3],[4],[5].
- 2021: Cinecitta, Fellini-Rota avec Anna Mihalcea et l'Orchestre national d'Île-de-France. Mise en scène Serge Nicolaï. Direction Giuseppe Grazioli.
- 2022 : A Fleur de mots création Avignon 2022 Théâtre Pierre de Lune avec Fane Desrues, Production Compagnie de la Liberté.

## Cirque
Cette section ne s'appuie pas, ou pas assez, sur des sources secondaires ou tertiaires indépendantes du sujet.

Pour l'améliorer, ajoutez-en, ou placez des modèles {{Source secondaire souhaitée}} ou {{Source secondaire nécessaire}} sur les passages mal sourcés. (octobre 2022)
- 1994 : Cirque du Soleil, spectacle Saltimbanco, clown-mime-bruiteur solo Eddy
- 1994 : tournée Montréal, Tokyo
- 1995 : Vienne, Düsseldorf, Berlin, Munich, Amsterdam
- 1996 : Frankfort, Zürich, Anvers, Stuttgart
- 1997 : Londres
- 2000 : Hong Kong, Portland, Seattle
- 2004 : Lille
- 2005 : Paris, Monterrey, Mexico
- 2009 : participation au congrès de fous - Slava Poluninau - Theatrical Centre de Moscou
- 2010/2011 : saison au cirque d’hiver Bouglione
- 2012 : Apollo theater - de Roncallià Düsseldorf Spectacle OhneWorte
- 2015 : cirque de Saint-Petersbourg - Direction artistique Slava Polounine, Spectacle Cendrillon - en clown, rôle principal du prince
- 2016 : Cirque Knie, Salto Natale. Spectacle Luna.

## Filmographie

### Cinéma
- 1994 : court-métrage Éternelles de Erick Zonca - *Prix d’interprétation masculine Festival de Brest
- 1998 : court-métrage Bonjour adieu de Julien Cottereau
- 1999 : Haut les cœurs ! de Sólveig Anspach
- 2000 : Les filles de savent pas nager de Anne-Sophie Birot
- 2000 : court-métrage T'en fais pas pour moi! de Matteo Carli-Roy
- 2001 : court-métrage La bisque du homard de Emmanuelle Gorgiard
- 2001 : court-métrage "Un éclair, une religieuse" de Franck Heslon
- 2002 : Au plus près du Paradis de Tonie Marschall
- 2003 : Filles uniques de Pierre Jolivet
- 2005 : court-métrage "bande de iench", de Denis Volte.
- 2007 : Les vacances de Mr Bean de Steve Bendelack
- 2008 : Back Soon de Sólveig Anspach
- 2009 : La crampe / El Calambre de Mathias Meyer
- 2010 : court-métrage Toucher des yeux de Amandine Stelleta
- 2012 : court-métrage Directed by de Alban Mench

### Télévision
- 1999 : 7, Rue des Moulins de Rémy Burkel
- 2001 : Paranoïa de Patrick Poubel
- 2002 : Les Rencontres de Joelle de Patrick Poubel
- 2002 : La colère du Diable de Chris Vander Stappen
- 2005 : Le bal des célibataires de Jean-Louis Lorenzi
- 2008 : Le Rosier de madame Husson de Denis Malleval, avec Marie-Anne Chazel, série Chez Maupassant (deuxième saison, France 2) : Isidore, le « rosier ».
- 2014 : Perception,  série télévisée américaine (troisième saison) - épisode : Paris : « mime ».

### Radio
- 2010 : La Science Objective sur France Culture, Bruiteur pour l'émission Les passagers de la nuit par Martine Schmurpf de Mariannick Bellot.

### Doublage
- 2010 : Personnage principal Daisuke Niwa pour le manga D.N.Angel.